# Luca (película de 1999)
Luca es una película documental de Argentina filmada en colores dirigida por Rodrigo Espina sobre su propio guion escrito en colaboración con Aníbal Esmoris y Ricardo Becher que se filmó en 2006 y 2007 y trata sobre la vida del músico Luca Prodan y el conjunto Sumo.

## Luca Prodan
Luca Prodan (Roma, 17 de mayo de 1953–Buenos Aires, 22 de diciembre de 1987)  fue un músico ítalo-escocés quien a comienzos de los años ochenta se radicó en Argentina, donde formó el grupo de rock Sumo, al que si bien se lo ubica dentro del movimiento musical conocido como Rock nacional fue una de sus bandas más originales que se diferenció de otras contemporáneas del mismo movimiento como Soda Stereo, Virus o Los Abuelos de la Nada por el espíritu rupturista, díscolo y difícil de Prodan.

## Producción
El director Rodrigo Espina fue un seguido fanático de Prodan que durante la década de 1980 coleccionó mucho material filmado de su ídolo y los músicos que lo rodearon. Otro material del documental está formado por entrevistas italianos, británicos y  argentinos que conocieron a Prodan, notas con los ex músicos de Sumo y por grabaciones en cassette con la voz de Prodan que aparecen a modo de relato en off. También un tape inédito de la RAI cuando fue arrestado Prodan, por entonces con 18 años. Por tenencia de droga.

## Reparto
Intervenciones en el filme de:
- Luca Prodan
- Alejandro Sokol
- Germán Daffunchio
- Ricardo Mollo
- Diego Arnedo
- Roberto Pettinato (hijo)
- Alberto Troglio
- Stephanie Nuttal
- Marcelo Rodríguez (Gillespi)
- Andrea Prodan
- Timmy McKern
- Sumo
- Gustavo Cerati
- Pipo Cipollatti
- Fito Páez
- Lou Reed

## Comentarios
Rodrigo González M. en el sitio web latercera.com  opinó:

”Como buena obra de un seguidor no hay acá ningún rasgo detestable de Prodan que salga a relucir. Por el contrario, Luca es un enérgico y muy bien documentado retrato de un artista único en su especie.”

La revista Rolling Stone escribió:

”Desde su aparición, Luca fue una película atípica en casi todo sentido. Además de ser uno de los documentales más apasionantes del cine argentino reciente… el viaje musical y existencial de una de las figuras más magnéticas y vigentes del rock argentino.”